# Acúleo
Acúleo é um tipo de tricoma comum na superfície da planta, sobretudo no caule, e apresenta-se semelhante a um espinho.
O acúleo é uma estrutura pontuda e enrijecida, e não tem qualquer conexão com o sistema vascular do caule, sendo portanto resultado de uma evaginação epidérmica (ao contrário dos espinhos), quando destacado permite a visualização de uma “cicatriz”.
É uma estrutura relativamente comum entre as plantas, sobretudo nas Bombacaceae e nas Rosas.